# 舌切雀 (1923年の映画)
『舌切雀』（したきりすずめ）は、1923年に日本で公開されたサイレント映画。ヘンリー小谷映画製作。

## スタッフ
- 監督：ヘンリー・小谷
- 製作：ヘンリー小谷
- 撮影：ヘンリー小谷

## キャスト
- 欲深婆さん：栗原トーマス
- 正直爺さん：関操
- 子雀：谷崎鮎子